# Transkrypcja języka chińskiego

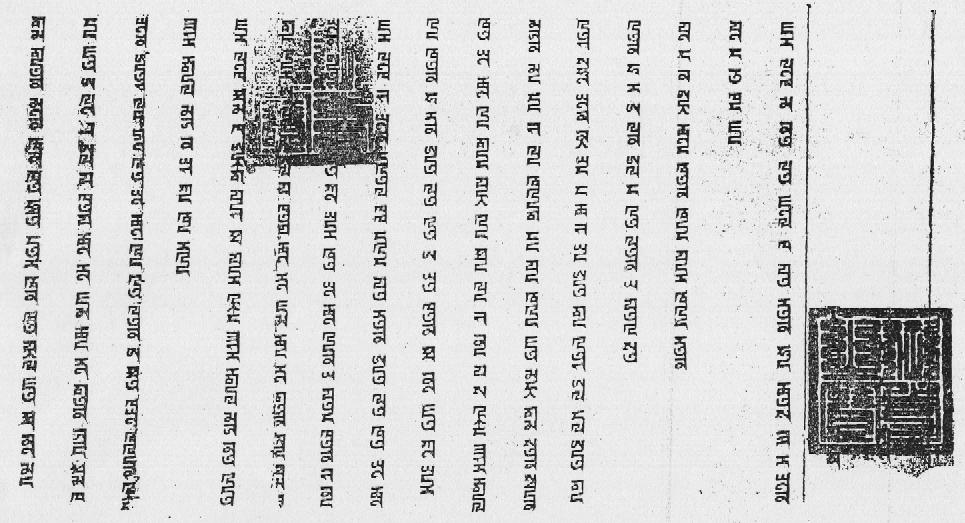
Edykt cesarski w piśmie phags-pa pochodzenia tybetańskiego.

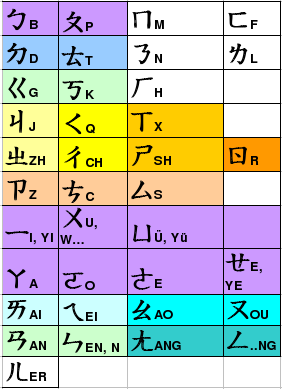
Zhuyin, chiński system transkrypcji języka mandaryńskiego

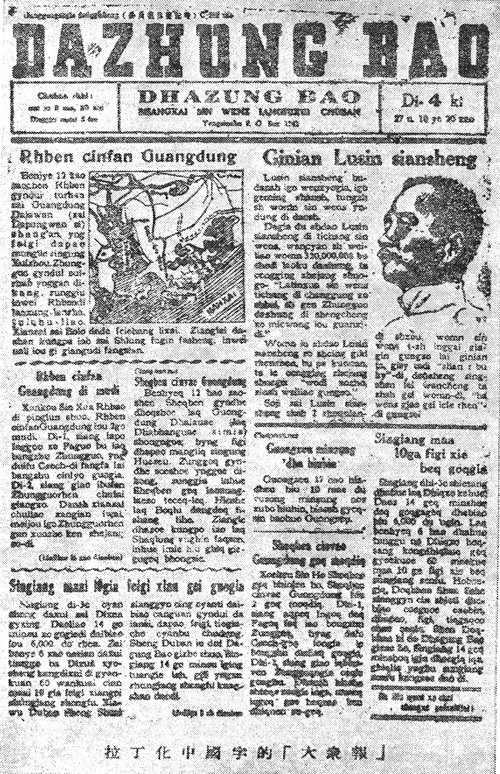
Gazeta z lat 30 XX w. wydrukowana w całości w systemie latinxua sin wenz w grafii łacińskiej

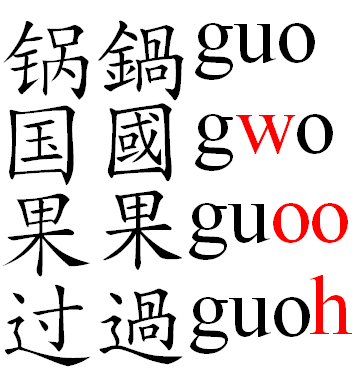
Sposób zapisu czterech tonów sylaby „guo” w systemie gwoyeu romatzyh

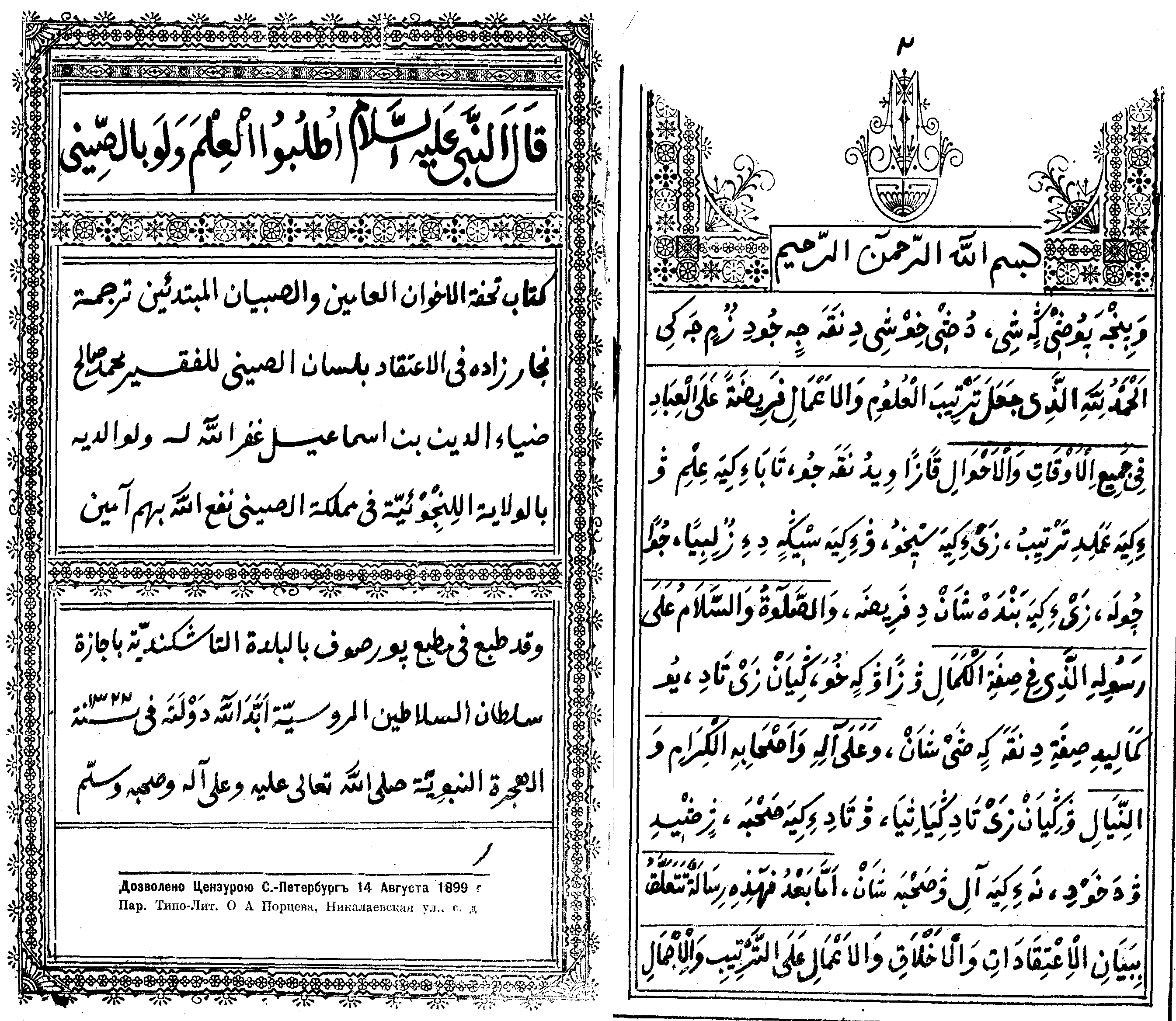
Dungański tekst prawniczy: lewa strona w języku arabskim, prawa po chińsku w arabskim systemie xiao’erjing

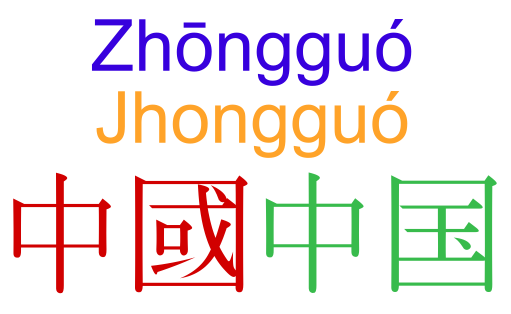
Wyraz „Chiny” zapisany w hanyu pinyin, tongyong pinyin oraz tradycyjnymi i uproszczonymi znakami chińskimi

Transkrypcja języka chińskiego – różne systemy oddania dźwięków języka chińskiego za pomocą innych alfabetów. W ciągu wieków takich prób było wiele, obecnie największą popularnością na świecie cieszy się system hanyu pinyin, opracowany przez Chińczyków w 1956 roku i zaadaptowany oficjalnie na arenie międzynarodowej w 1979. Często można się spotkać również ze starszym systemem Wade-Gilesa, opartym na ortografii angielskiej oraz systemem Palladiusza, opartym na cyrylicy, popularnym w Związku Radzieckim. Obecnie sinolodzy w Rosji posługują się także pinyinem (słowniki, podręczniki itd.), natomiast system Palladiusza służy do transkrypcji na język rosyjski nazwisk, nazw geograficznych itd. Oprócz powyższych systemów istnieją również konwencje narodowe w różnych krajach, np. niemiecka, francuska, czeska itp., oparte na alfabecie łacińskim, oraz alternatywne sposoby transkrypcji opracowane w różnych okresach w krajach chińskojęzycznych wykorzystujące bądź to litery łacińskie, jak np. gwoyeu romatzyh, bądź też skrócone znaki wywodzące się z pisma chińskiego, jak bopomofo. Niektóre systemy transkrypcji, zwłaszcza polski i francuski, nie do końca odpowiadają obecnie przyjętemu systemowi pinyin, oddającego dźwięki współczesnego standardowego języka mandaryńskiego, z tego względu, że w niektórych przypadkach biorą one pod uwagę etymologię słów, a nie dzisiejszą wymowę pekińską. Na przykład w transkrypcji polskiej ts- przed -a, -o i -e oznacza polski dźwięk „c”, zaś przed -i oraz -ü polski dźwięk „ć”. Podobnie k- przed -i oraz -ü czyta się jak „ć”, natomiast w pozostałych przypadkach jako „k”. Przykładem takiego archaizującego zapisu jest polska nazwa „Pekin”. Współczesna wymowa to mniej więcej Pejćing lub Bejdźing (w pinyin zapisywana jako Beijing). Takie etymologiczne rozróżnienie spółgłosek nie zachowało się we współczesnym języku literackim, natomiast istnieje ono do tej pory w wielu dialektach chińskich.
Różne systemy transkrypcji opracowano nie tylko dla tzw. języka mandaryńskiego stanowiącego urzędową, oficjalną odmianę języka chińskiego zarówno w ChRL, jak i na Tajwanie, lecz także dla innych dialektów/języków chińskich, używanych zazwyczaj jedynie w formie mówionej. Dla samego języka kantońskiego istnieje kilka systemów transkrypcji.

## Zapis poszczególnych dźwięków w różnych systemach transkrypcji
Uwaga: W poniższej tabelce należy kliknąć symbol przy nazwie systemu, aby dostosować porządek alfabetyczny w każdej kolumnie.
| IPA | EFEO     | WG   | Hanyu pinyin | Othmar-Lessing |
| --- | -------- | ---- | ------------ | -------------- |
| p   | p        | p    | b            | b              |
| pʰ  | p’       | p’   | p            | p              |
| t   | t        | t    | d            | d              |
| tʰ  | t’       | t’   | t            | t              |
| k   | k        | k    | g            | g              |
| kʰ  | k’       | k’   | k            | k              |
| ts  | ts       | ts   | z            | ds             |
| tsʰ | ts’      | ts’  | c            | ts             |
| tʂ  | tch      | ch   | zh           | dsch           |
| tʂʰ | tch’     | ch’  | ch           | tsch           |
| tɕ  | k/ts     | ch   | j            | dj             |
| tɕʰ | k'/ts’   | ch’  | q            | tj             |
| ɕ   | s/h      | hs   | x            | s              |
| w   | ou/w     | w    | w            | w              |
| j   | i/y      | y    | y            | y              |
| ɤ   | ö/é      | o/ê  | e            | ö              |
| ɚ   | eul      | êrh  | er           | örl            |
| ɯ   | eu       | û    | i            | i              |
| i   | i        | ih   | i            | i              |
| y   | u        | ü    | ü/u          | ü              |
| u   | ou       | u    | u            | ü              |
| ən  | en       | ên   | en           | ën             |
| ɤŋ  | eng      | êng  | eng          | ëng            |
| iɛ  | ie       | ieh  | ie           | iä             |
| iɤʊ | ieou/iou | iu   | iu           | iu             |
| iɛn | ien      | ien  | ian          | iän            |
| uo  | ouo      | o/uo | o/uo         | o              |
| uaɪ | ouai     | uai  | uai          | uai            |
| ueɪ | ouei     | ui   | ui           | ui             |
| uan | ouan     | uan  | uan          | uan            |
| uən | ouen     | un   | un           | un             |
| yɛ  | iue      | üeh  | üe/ue        | üä             |
| yɛn | iuen     | üan  | üan/uan      | üan            |
| yn  | iun      | ün   | ün/un        | ün             |
| yʊŋ | ioung    | iung | iong         | iung           |